# دویله
دویله (به عربی: الدویلة) یک روستا در سوریه است که در ناحیه ارمناز واقع شده‌است. دویله ۹۱۷ نفر جمعیت دارد.